# قانون کار ونزوئلا
قانون کار ونزوئلا توسط Ley Orgánica del Trabajo, los Trabajadores y las Trabajadoras (۲۰۱۲) پوشش داده شده است، و توسط بخش‌هایی از قانون اساسی ونزوئلا که حقوق کار را پوشش می‌دهد، حمایت می‌شود.

## تاریخچه
اولین قانون کار ونزوئلا، Ley del Trabajo، در ۲۳ ژوئیه ۱۹۲۹ و دومی در ۱۶ ژوئیه ۱۹۳۶ به تصویب رسید. این دوم Ley del Trabajo بارها اصلاح شد (۱۹۴۵، ۱۹۴۷، ۱۹۶۶، ۱۹۷۴، ۱۹۷۵ و ۱۹۸۳) قبل از اینکه در سال ۱۹۹۱ توسط Ley Orgánica del Trabajo در ۱ مه ۱۹۹۱ جایگزین شود. این در ۱۹ ژوئن ۱۹۹۷ اصلاح شد.